# كأس الأمم الإفريقية 1965
كأس الأمم الأفريقية لكرة القدم 1965 كانت النسخة الخامسة من البطولة الأولى لكرة القدم في إفريقيا. استضافت تونس المسابقة ونالت المركز الثاني. كما حدث في بطولة عام 1963، تم توزيع الفرق الستة المشاركة على مجموعتين من ثلاثة. احتفظت غانا بلقبها، بعد فوزها على تونس في النهائي 3–2 بعد التمديد.

## المنتخبات المتأهلة
| - الكونغو ليوبولدفيل - ساحل العاج - إثيوبيا | - غانا (حامل اللقب) - السنغال - تونس (المستضيف) |

## الأماكن
| تونس               | تونس صفاقس سوسة بنزرتكأس الأمم الإفريقية 1965 (Tunisia) | صفاقس              |
| ------------------ | ------------------------------------------------------- | ------------------ |
| ملعب الشاذلي زويتن | تونس صفاقس سوسة بنزرتكأس الأمم الإفريقية 1965 (Tunisia) | ملعب الطيب المهيري |
|                    | تونس صفاقس سوسة بنزرتكأس الأمم الإفريقية 1965 (Tunisia) |                    |
| السعة: 20,000      | تونس صفاقس سوسة بنزرتكأس الأمم الإفريقية 1965 (Tunisia) | السعة: 11,000      |
| سوسة               | تونس صفاقس سوسة بنزرتكأس الأمم الإفريقية 1965 (Tunisia) | بنزرت              |
| ملعب بوعلي الحوار  | تونس صفاقس سوسة بنزرتكأس الأمم الإفريقية 1965 (Tunisia) | ملعب بلدية بنزرت   |
|                    | تونس صفاقس سوسة بنزرتكأس الأمم الإفريقية 1965 (Tunisia) |                    |
| السعة: 6,500       | تونس صفاقس سوسة بنزرتكأس الأمم الإفريقية 1965 (Tunisia) | السعة: 2,000       |

## مرحلة المجموعات

### مجموعة A
| فريق    | لعب | ف | ت | خ | له | عليه | ف.أ | نقاط |
| ------- | --- | - | - | - | -- | ---- | --- | ---- |
| تونس    | 2   | 1 | 1 | 0 | 4  | 0    | 4+  | 3    |
| السنغال | 2   | 1 | 1 | 0 | 5  | 1    | 4+  | 3    |
| إثيوبيا | 2   | 0 | 0 | 2 | 1  | 9    | 8−  | 0    |

| تونس                                               | 4–0 | إثيوبيا |
| -------------------------------------------------- | --- | ------- |
| الشايبي 32' · الجديدي 62' · دلهوم 80' · الأحمر 84' |     |         |

| السنغال | 0–0 | تونس |
| ------- | --- | ---- |
|         |     |      |

| السنغال                                     | 5–1 | إثيوبيا            |
| ------------------------------------------- | --- | ------------------ |
| كامارا 3'، 52' · غوييه 37' · نيانغ 48'، 53' |     | فاسالو 12' (ركلة.) |

تقدمت تونس بعد إجراء قرعة العملة المعدنية.

### المجموعة الثانية
| فريق               | لعب | ف | ت | خ | له | عليه | ف.أ | نقاط |
| ------------------ | --- | - | - | - | -- | ---- | --- | ---- |
| غانا               | 2   | 2 | 0 | 0 | 9  | 3    | 6+  | 4    |
| ساحل العاج         | 2   | 1 | 0 | 1 | 4  | 4    | 0   | 2    |
| الكونغو ليوبولدفيل | 2   | 0 | 0 | 2 | 2  | 8    | 6−  | 0    |

| غانا                                                 | 5–2 | الكونغو ليوبولدفيل            |
| ---------------------------------------------------- | --- | ----------------------------- |
| كوفي 13' · آتشامبونغ 18'، 59' · آتوكواييفيو 84'، 89' |     | كالالا موكندي 43'، 45' (ر.ج.) |

| ساحل العاج           | 3–0 | الكونغو ليوبولدفيل |
| -------------------- | --- | ------------------ |
| مانجلي 14'، 59'، 80' |     |                    |

| غانا                                             | 4–1 | ساحل العاج  |
| ------------------------------------------------ | --- | ----------- |
| آتشامبونغ 20' · نتي 43' · لوتدروت 52' · كوفي 70' |     | بليزيري 66' |

## مرحلة خروج المغلوب

### مباراة المركز الثالث
| السنغال | 0–1 | ساحل العاج |
| ------- | --- | ---------- |
|         |     | يوبويه 35' |

### النهائي
| غانا                      | 3–2 (ب.و.إ.) | تونس                      |
| ------------------------- | ------------ | ------------------------- |
| أودوي 37'، 96' · كوفي 79' |              | الشتالي 47' · الشايبي 67' |

## الفائز
| بطل كأس أمم أفريقيا 1965 |
| ------------------------ |
| · غانا · للمرة ثاني      |

## الهدافين
3 أهداف
| - يوستاش مانجلي | - بن آتشامبونغ | - أوسي كوفي |

هدفين
| - ماتار نيانغ - لويس كامارا - بيير كالالا موكندي | - طاهر الشايبي - سيسيل جونز آتوكواييفيو | - أوسي كوفي - فرانك أودوي |

هدف واحد
| - لوسيانو فاسالو - الحجي عمر غوييه - منجي دلهوم - محمد صالح الجديدي | - عبد الوهاب الأحمر - عبد المجيد الشتالي - جوزيف بليزيري | - كونان يوبويه - لوتدروت - كوامه نتي |

## روابط خارجية
- تفاصيل على RSSSF